# Chlorops productus
Chlorops productus är en tvåvingeart som beskrevs av Friedrich Hermann Loew 1863. Chlorops productus ingår i släktet Chlorops och familjen fritflugor.
Artens utbredningsområde är Alaska. Inga underarter finns listade i Catalogue of Life.